# Horný tok Tople
Horný tok Tople este o arie protejată (arie specială de conservare — SAC, sit de importanță comunitară — SCI) din Slovacia întinsă pe o suprafață de 363,53 ha, integral pe uscat.

## Localizare
Centrul sitului Horný tok Tople este situat la coordonatele 49°14′23″N 21°21′59″E / 49.239766°N 21.366302°E.

## Înființare
Situl Horný tok Tople a fost declarat sit de importanță comunitară în septembrie 2015 pentru a proteja 10 specii de animale. Situl a fost protejat și ca arie specială de conservare în octombrie 2017.

## Biodiversitate
Situată în ecoregiunea alpină, aria protejată conține 2 habitate naturale: Liziere de ierburi înalte hidrofile de câmpie și de nivel montan până la alpin, Păduri aluvionare cu Alnus glutinosa și Fraxinus excelsior (Alno-Padion, Alnion incanae, Salicion albae).
La baza desemnării sitului se află mai multe specii protejate:
- amfibieni (1): izvoraș-cu-burta-galbenă (Bombina variegata)
- mamifere (2): castor (Castor fiber), vidră de râu (Lutra lutra)
- nevertebrate (1): Vertigo angustior
- pești (6): Barbus meridionalis, zvârluga (Cobitis taenia), Romanogobio albipinnatus, porcușor de nisip (Romanogobio kesslerii), dunăriță (Sabanejewia aurata), fusar (Zingel streber)